# Nina Rey
Nina Rey (Overijse, 30 juni 2001) is een Vlaamse actrice. Ze is bekend geworden door haar rol als Louise Vincke in de televisieserie Campus 12. Zij won in 2018 op het Gala van de Gouden K’s een prijs voor beste actrice van Ketnet.
In 2021 begon ze met de musicalopleiding aan het Koninklijk Conservatorium van Brussel.

## Filmografie

### Televisie
| Jaar      | Programma                | Rol           |
| --------- | ------------------------ | ------------- |
| 2018-2020 | Campus 12                | Louise Vincke |
| 2022      | Presto's magische school | Violet (stem) |

### Film
| Jaar | Film      | Rol            |
| ---- | --------- | -------------- |
| 2020 | 100% Wolf | Twitchy (stem) |

## Theater

### Musical
| Jaar        | Musical             | Rol                            |
| ----------- | ------------------- | ------------------------------ |
| 2020        | Knock-Out           | Louise Vincke                  |
| 2024        | Grease (musical)    | Marty                          |
| 2024 - 2025 | Peter Pan (musical) | Ensemble, understudy Tinkerbel |